# Men of Honor (Album)
Men of Honor (engl.: Ehrenmänner) ist das zweite Studioalbum der US-amerikanischen Heavy-Metal/-Hard-Rock-Band Adrenaline Mob. Es erschien am 18. Februar 2014 in Nordamerika und drei Tage später im Rest der Welt über Century Media. Men of Honor ist das erste und einzige Album mit dem Schlagzeuger A. J. Pero.

## Entstehung
Im Juni 2013 verließ der Schlagzeuger Mike Portnoy aus terminlichen Gründen die Band. Auch ohne Schlagzeuger begannen der Gitarrist Mike Orlando und Sänger Russell Allen mit dem Songwriting für ihr zweites Studioalbum. Orlando schrieb dabei nach eigener Aussage „13 bis 20 Lieder“. Musikalisch wurde das zweite Album von moderneren Bands wie Shinedown oder den Foo Fighters beeinflusst.
Die Aufnahmen fanden in Oktober und November 2013 im Sonic Stomp Studio in New York City statt. Das Album wurde von Mike Orlando produziert, gemischt und gemastert. Das Schlagzeug spielte A. J. Pero ein, der auch in der Band Twisted Sister aktiv war. Pero wurde Anfang Dezember 2013 als neues festes Mitglied vorgestellt. Gitarrist Mike Orlando steuerte zum neuen Album vermehrt als früher Hintergrundgesänge bei. Gemischt und gemastert wurde Men of Honor von Mike Orlando.
Die Band unterzeichnete einen weltweiten Vertrag mit Century Media, die zuvor lediglich für Europa zuständig waren. Im Vorfeld der Veröffentlichung stellte die Band im wöchentlichen Wechsel jeweils ein Lied als Stream zur Verfügung.

## Hintergrund
Der Albumtitel wurde von Mike Orlandos Vater vorgeschlagen, nachdem beide über mögliche Albumtitel nachdachten. Orlandos Vater schlug zunächst die italienische Übersetzung Uomini D’Onore vor, woraus schließlich die englischsprachige Übersetzung Men of Honor wurde. Orlando bezeichnete Adrenaline Mob in einem Interview als eine musikalische Gang.

„Egal was sich ändert, wir sind Ehrenmänner und wird werden diese Entität ehren, bis wir sterben.“

Feel the Adrenaline handelt sowohl von einem Auto als auch von der Band. Am Ende des Liedes baute Sänger Russel Allen einen kleinen Tribut an den verstorbenen Alice-in-Chains-Sänger Layne Staley ein. House of Lies bezieht sich auf Varietés, die Mike Orlando als ein Lügenhaus bezeichnet. Fallin’ to Pieces ist den Opfern des Hurrikan Sandy gewidmet.

## Rezeption

### Rezensionen
Dan Mailer vom Onlinemagazin Metal Temple bewertete das Album als „Meisterwerk“ und „fantastischen Nachfolger“ des Debütalbums. Er lobte die grandiose Produktion und empfahl das Album „allen Fans von ordentlichen Heavy Metal mit kraftvollem Gesang“. Nils Macher vom Onlinemagazin Powermetal.de lobte die musikalische Mischung des Albums, die für schnelle Autofahrten und frühmorgendliches Aufwachen einen perfekten Soundtrack bietet und vergab acht von zehn Punkten. Bernhard Högl vom Onlinemagazin Stormbringer.at lobte zwar die „perfekt eingespielten, fetten Rocker, die Men of Honor zu einem starken Album machen“. Da er „das Gefühl bekam, dass sich die Band wiederholt“ vergab er 3,5 von fünf Punkten.

### Charts
Men of Honor verkaufte sich in der ersten Woche nach der Veröffentlichung etwa 3.600 Mal in den Vereinigten Staaten. Dies waren rund 3.000 Exemplare weniger als das Debütalbum. Das Album erreichte Platz 99 der US-amerikanischen Charts. In der Schweiz erreichte das Album Platz 60 der dortigen Albumcharts. Erstmals gelang der Band der Sprung in die deutschen Albumcharts, wo Men of Honor Platz 76 erreichte.